# Callevophthalmus albus
Callevophthalmus albus är en spindelart som först beskrevs av Eugen von Keyserling 1890.  Callevophthalmus albus ingår i släktet Callevophthalmus och familjen kardarspindlar. Inga underarter finns listade.